# Martin Siebert
Martin Siebert (* 1960) ist ein deutscher Arzt, Rechtsanwalt und Manager.

## Leben
Nach dem Abitur absolvierte Siebert parallel ein Doppelstudium der Medizin und der Rechtswissenschaften an der Freien Universität Berlin. 1991 wurde er mit der Dissertation zum Thema „Maternale und fetale Blutflussparameter: Vergleich der gepulsten Dopplersonographie mit kardiotokographischen, ultraschallbiometrischen und endokrinologischen Überwachungsverfahren in der Diagnostik der Risikogravidität“  zum  Dr. med. promoviert. 1996 erwarb er zusätzlich einen Dr. jur. mit einer Dissertation zum Thema „Das Inzestverbot in der normativen Architektur früher Gesellschaften“.
Siebert, der zunächst als Arzt und Rechtsanwalt in Berlin tätig war, trat 1994 in das heute in Hamburg ansässige Klinikunternehmen Asklepios Kliniken ein. Dort war er anfangs als Klinikgeschäftsführer und Regionalgeschäftsführer tätig. 1997 wurde er zum Konzerngeschäftsführer des Klinikkonzerns berufen, den er bis 2009 leitete. 2010 übernahm er den Vorsitz der Geschäftsführung (CEO) der in Berlin ansässigen Klinikgruppe Median Kliniken. Siebert wechselte zum 1. Oktober 2012 in den Vorstand des Krankenhauskonzerns Rhön-Klinikum AG. Von Januar 2013 bis Januar 2017 als Vorstandsvorsitzender tätig, wurde Siebert am 28. März 2018 durch den Aufsichtsrat der Rhön-Klinikum AG einstimmig und mit sofortiger Wirkung als Vorstand der Gesellschaft abberufen. Reguläres Vertragsende wäre im Jahr 2020 gewesen.

## Veröffentlichungen
- Maternale und fetale Blutflussparameter : Vergleich der gepulsten Dopplersonographie mit kardiotokographischen, ultraschallbiometrischen und endokrinologischen Überwachungsverfahren in der Diagnostik der Risikogravidität, Dissertation, FU Berlin, 1991
- Das Inzestverbot in der normativen Architektur früher Gesellschaften, Dissertation, FU Berlin 1996